# Каван, Ян
Ян Каван (чеш. Jan Kavan; род. 17 октября 1946[…], Лондон) — чешский государственный деятель, министр иностранных дел Чешской Республики, дипломат, председатель 57-й сессии Генеральной Ассамблеи ООН.

## Биография

### Детство
Родился в 1946 году в Лондоне, в семье чехословацкого дипломата и офицера армии в изгнании Павла Кавана и учительницы Розмари Кавановой, гражданке Великобритании.
После возвращения в Чехословакию, его отец был арестован в 1950-х годах и проходил свидетелем на процессе над Рудольфом Сланским, а в мае 1953 года его судили вместе с Эдуардом Гольдштюкером, Карлом Дюфке и Рихардом Сланским и приговорили к 25 годам тюремного заключения.

### Образование и эмиграция
В 1960-е годы, будучи студентом Карлова университета, был одним из ведущих представителей студенческого движения. В 1969 году он эмигрировал в Великобританию, гражданство которой имел как страны своего рождения. Он изучал международные отношения в Лондонской школе экономики и политических наук, а затем историю и политику в Редингском и Оксфордском университетах. Получил степень Бакалавра наук. В Лондоне основал и руководил агентством «Palach Press» и двумя фондами — «Фондом Яна Палаха» и «Восточноевропейским культурным фондом». Таким образом, создал один из важнейших центров чехословацкой эмиграции.
В 1969–1970 годах провел несколько встреч в Лондоне с доверенным лицом государственной безопасности Зайичеком, официально являвшимся сотрудником посольства Чехословакии в Великобритании. Позже оправдывал свои контакты с ним тем, что понятия не имел, что этот человек является сотрудником госбезопасности. Согласно заявлению Кавана, Зайичек в разговорах с ним весьма критически относился к вторжению в ЧССР советскими войсками и проявлял сочувствие к Пражской весне. Темой их встреч было продление «выездных документов» чехословацких студентов в Великобритании и Франции.
В 1972 году вступил в Лейбористскую партию.

### Политическая деятельность
В ноябре 1989 года вернулся в Чехословакию на волне Бархатной революции, где стал активно участвовать в деятельности Гражданского форума. На парламентских выборах в 1990 году был избран депутатом Палаты народа Федерального собрания Чехословакии от пражского избирательного округа. После распада Гражданского форума в 1991 году присоединился к фракции «Клуб депутатов социал-демократической ориентации» (чеш. Klub poslanců sociálně demokratické orientace). В парламентских выборах 1992 года участия не принимал.
В 1991–1996 годах ему предъявили обвинения в сотрудничестве с госбезопасностью под якобы кодовым именем «Като». Каван выиграл судебное дело по этому вопросу как в Городском суде Праги, так и в Апелляционном суде. Суд постановил, что Каван сознательно не сотрудничал с органами государственной безопасности. Британский политолог Джон Кин написал в своей книге «Вацлав Гавел – Трагедия в шести действиях», что когда кампания против Кавана была в самом разгаре, Ян Каван, Вацлав Гавел и Петр Уль встретились в Праге. Гавел сказал Улю и Кавану, что тот знал, что Каван не был сотрудником госбезопасности, но «по политическим причинам он не может заявить об этом публично». Об этом писал и Петр Уль в книге своих воспоминаний «Я сделал то, что считал правильным».
В 1991 году вступил в ČSSD. На выборах в Сенат в 1996 году был избран сенатором от 62-го избирательного округа (Простеёв).
В 1998 году стал министром иностранных дел в правительстве Милоша Земана. В 1999 году стал одним из вице-премьеров правительства. Во время бомбардировок Югославии в 1999 году в качестве министра иностранных дел вместе со своим тогдашним греческим коллегой Акисом Цохадзопулосом внес предложение о прекращении бомбардировок Югославии, без согласования с другими дипломатами стран-членов НАТО. Это предложение было отклонено, поскольку, вопреки позиции Североатлантического альянса, оно предполагало прекращение авиаударов и лишь затем выполнение югославским правительством требований НАТО.
В период с 2002 по 2003 год был председателем 57-й сессии Генеральной Ассамблеи ООН. На парламентских выборах в 2002 году был избран депутатом нижней палаты парламента Чехии. На парламентских выборах в 2006 году участие не принимал.

### Семья
Каван разведен. В браке у него родилось 4 детей.

## Критика

### Пропавшие секретные документы
Будучи на посту министра иностранных дел, Каван подписал заявление о том, что уничтожил 400 секретных файлов (среди них документы из полиции, спецслужб и других министерств). Однако около двух третей из было найдено, а остальная треть пропала.

### Скандал Gripen
Сыграл особую роль в так называемом скандале «Грипен», связанном с заказами британской оружейной компании BAE Systems. Каван дал интеревью шведскому телеканалу SVT. В интервью, записанном скрытой камерой, экс-министр рассказал, что ряд высокопоставленных чешских политиков получали взятки при продаже боевых самолетов Saab JAS-39 Gripen Чехии. Когда его спросили, сколько людей в парламенте было подкуплено, он буквально употребил английское слово «dozens», то есть «десятки». Однако позже он смягчил своё заявление.

### Переговоры с ХАМАС
По информации Чешского радио, Каван организовал переговоры с палестинской организацией ХАМАС во время визита делегации политиков национальных парламентов ЕС в Сектор Газа в 2009 году. В то же время ЕС отказывался иметь дело с этим движением. Сообщается, что после этой встречи, осложнились переговоры с Израилем.